# 戰國無雙5
《戰國無雙5》是光荣特库摩於2021年2月18日在任天堂直面會上發佈的一款战国无双系列的砍殺類遊戲，是《戰國無雙4》的续作。《戰國無雙5》於2021年6月24日正式發售，主機平台歐美版及PC平台則為7月27日發售，並登陆任天堂Switch、PlayStation 4、Xbox One和steam等平台，各種平台版本均有中文版。本作的主题曲是EXILE演唱的《One Nation》。

## 玩法
和前作一样，玩家在《戰國無雙5》中繼續操控主角砍杀上百名敌人，進攻目的是击败對方指挥官。主角從過往的真田幸村，改為織田信長及明智光秀兩人。

## 劇情
根据2021年2月25日的直播，与前作相比，遊戲的年代範圍有所限制，比起《戰國無雙4》，更偏向《真田丸》的劇情敘述方式，《戰國無雙5》将圍繞著引發本能寺之变的一系列導火索事件來展開，其中明智光秀和织田信长是《戰國無雙5》的重要人物。

## 角色
本作的遊戲角色被重新设计。与前作《戰國無雙4》相比，遊戲角色数量也减少了至少一半，原因是部份武將登場時間與本作史實並不一致或未有接觸。過往被視為戰國無雙系列主角之一真田幸村因本作劇情關係並無登場。並新增16位武將，遊戲中只出現了37个角色。 
*特殊武將（没有专属蓄力技能，並不能於故事模式使用）
| 戰國無雙 | 戰國無雙2 | 戰國無雙3  | 戰國無雙4  | 真田丸    | 戰國無雙5  |
| -------- | --------- | ---------- | ---------- | --------- | ---------- |
| 織田信長 | 德川家康  | 黑田官兵衛 | 松永久秀   | 武田勝賴* | 巳月       |
| 明智光秀 | 淺井長政  | 竹中半兵衛 | 小早川隆景 |           | 齋藤利三   |
| 阿市     | 柴田勝家  | 毛利元就   |            |           | 瀨名姬     |
| 濃姬     | 前田利家  |            |            |           | 山中鹿介   |
| 羽柴秀吉 |           |            |            |           | 中村一氏   |
| 今川義元 |           |            |            |           | 百地三太夫 |
| 本多忠勝 |           |            |            |           | 彌助       |
| 武田信玄 |           |            |            |           | 織田信行*  |
| 上杉謙信 |           |            |            |           | 岡部元信*  |
| 雜賀孫市 |           |            |            |           | 吉川元春*  |
| 服部半藏 |           |            |            |           | 毛利輝元*  |
|          |           |            |            |           | 齋藤道三*  |
|          |           |            |            |           | 齋藤義龍*  |
|          |           |            |            |           | 朝倉義景*  |
|          |           |            |            |           | 足利義昭*  |
|          |           |            |            |           | 三淵藤英*  |